# ハートビット
株式会社ハートビット（英: K.K. HeARTBIT）は、かつて存在した日本のコンテンツ制作会社。

## 概要
主にフィーチャーフォン向けのコンテンツを制作していたが、スマートフォンの急激な普及やアニメコンテンツでの業績の伸び悩み、さらに海外進出の失敗、同業者との競合に勝つことが出来ず業績回復を見込めないとして、2018年4月に自己破産手続きを申請。6月20日に東京地方裁判所から破産手続開始決定を受けた。
ハートビットデジタルは2018年11月1日に、ハートビットも同年12月28日にそれぞれ法人格が消滅した。

## 沿革
- 2001年4月 北海道札幌市北区西茨戸にて個人事業として創業。
- 2002年12月 有限会社に改組。
- 2003年7月 本社を札幌市北区新琴似に移転。
- 2006年8月 株式会社に改組。
- 2010年
  - 10月 中国支社を設置。
  - 12月 台湾支社を設置。
- 2011年3月 アメリカ支社を設置。
- 2016年10月 本社を中央区大通西に移転。
- 2018年
  - 4月 関連会社のハートビットデジタルとともに自己破産申請[2]。4月末にはYahoo!ショッピングの公式ストアを閉鎖。
  - 6月20日 東京地方裁判所より破産手続開始決定を受ける[1]。
  - 12月28日 法人格消滅。

## 主な事業
- モバイルコンテンツ（Android、iOS、フィーチャーフォン）
- イラストレーション制作
- コンテンツプロバイダ
- タレントマネジメント
- モバイルデバッグ
- アニメーション制作
- VRコンテンツ制作

## 主なコンテンツ
モバイルコンテンツ
- スマートフォンホームアプリ「スマホ☆チェンジ」
- スマートフォン待受「ライブマチキャラ」

アニメーション
- フランチェスカ
- THE LITTLE HEROES
- シロクロ森
- フレームアームズ・ガール
- ジンギスカンのジンくん
- バイト先は「悪の組織」!?
- 声ガール!(アニメーション協力)

## 所属タレント
- Luu.（2015年頃退所、2020年に吉本興業札幌支社に移籍の後「松野⁂瑠烏」名義で活動）
- 井澤佳の実（破産後は上京し、studio A-CATに移籍）
- 工藤沙貴（破産手続開始から約3ヶ月後の9月、バリオンに移籍）
- ちーしゃみん